# Ketubakia indica
Ketubakia indica är en svampart som beskrevs av Kamat, Varghese & V.G. Rao 1987. Ketubakia indica ingår i släktet Ketubakia, divisionen sporsäcksvampar och riket svampar.   Inga underarter finns listade i Catalogue of Life.